# Cascajares de Bureba
Cascajares de Bureba – gmina w Hiszpanii, w prowincji Burgos, w Kastylii i León, o powierzchni 7,92 km². W 2011 roku gmina liczyła 35 mieszkańców.